# Taifa de Saragoça

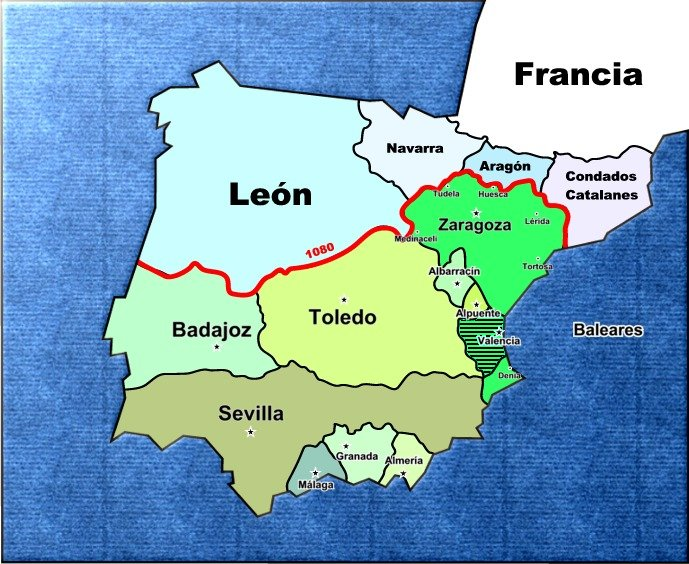
Máxima extensão da Taifa de Saragoça com Amade Almoctadir (1076)

A Taifa de Saragoça (topónimo árabe: Saraqusta) ou Reino de Saragoça, foi uma taifa independente entre 1018 e 1110, isto é, desde a desintegração do Califado de Córdova no início do século XI até que foi conquistada pelos almorávidas em 1110. 
Experimentou um extraordinário auge político e cultural com os reinados de Amade Almoctadir, Iúçufe Almutamã e Almostaim II na segunda metade de dito século. O legado intelectual e artístico mais notório poder-se-ia resumir na construção do Palácio da Aljafería e na criação da primeira escola estritamente filosófica do Alandalus, cuja figura central foi Avempace, que nasceu em Saragoça entre 1070 e 1080 e teve que emigrar da cidade em 1118 após a conquista cristã.